# Vzpírání na Letních olympijských hrách 2008 – Kvalifikace
Vzhledem k omezenému počtu startovních míst, které vzpírání přidělil Mezinárodní olympijský výbor, se mohl Olympijských her zúčastnit pouze omezený počet vzpěračů. Z tohoto důvodu byla vypsána olympijská kvalifikační kritéria, na jejichž základě byla jednotlivá startovní místa přerozdělena různým státům světa.

## Kvalifikační kritéria
Podle oficiálních kvalifikačních kritérií mohlo na OH startovat 170 mužů a 90 žen. Jedna země mohla vybojovat maximálně 6 startovních míst v mužských kategoriích a 4 místa v ženských kategoriích. Hostitelská země OH automaticky získala maximální počet startovních míst.
Kvalifikace proběhla primárně na mistrovstvích světa. Kvalifikačním kritériem byly výsledky družstev z posledních dvou mistrovství světa (z let 2006 a 2007). Každý závodník podle výsledku v celkovém pořadí své váhové kategorie získal body, které v součtu v rámci mužských a ženských váhových kategorií zvlášť určily pořadí každého družstva; bodový výsledek z mistrovství světa z roku 2007 byl vynásoben koeficientem 1,2. Podle pořadí ve vzniklém žebříčku získaly jednotlivé národní olympijské výbory příslušný počet startovních míst na OH.
Země, které se nekvalifikovaly z mistrovství světa, se mohly dále kvalifikovat z kontinentálních mistrovství v roce 2008. Počet těchto míst byl již výrazně nižší; kvalifikovat se mohly pouze země, které nezískaly z mistrovství světa žádné startovní místo (země, která např. získala 4 mužská startovní místa na MS již tedy nemohla získat další místa do maximálních 6). Žebříček družstev byl vytvářen z redukovaného pořadí jednotlivců (vynecháním již kvalifikovaných zemí).
Pro kvalitní sportovce ze vzpěračsky slabších zemí, které nejsou schopny uspět v týmové klasifikaci, se nabízela možnost postupu z výkonnostního žebříčku. Podle tohoto kritéria mohli postoupit závodníci z první patnáctky světového žebříčku (sestaven z dvojbojových výkonů na MS 2006 a 2007, kontinent. olymp. kvalifikacích 2008 a Grand Prix 2006–2008), přičemž reprezentovali zemi, která nezískala žádné startovní místo z celosvětového ani kontinentálního mistrovství. Takto se mohlo kvalifikovat až 8 mužů. Pokud by podmínky splnilo více závodníků, postoupilo by 8 nejlepších z nich; pokud by podmínky splnilo méně než 8 závodníků, přerozdělila by zbylá místa tripartitní komise. Pro ženy platila podobná kritéria: musely být umístěny v první desítce a mohlo se jich kvalifikovat až 7. Pokud podmínky splnilo více vzpěračů z jedné země, dotyčná národní federace se musela rozhodnout, kterého z nich vyšle na OH.
Po uzavření všech kvalifikačních kritérií tripartitní komise (Mezinárodní vzpěračská federace – Asociace národních olympijských výborů – Mezinárodní olympijský výbor) rozhodla na základě předem přijatých žádostí o 6 pozváních do mužských soutěží a o 4 do ženských. Pozvání mohl dostat pouze sportovec, jehož země se nekvalifikovala podle žádného z kritérií.
Nevyužitá místa, vzniklá například odřeknutím účasti, přerozdělila Mezinárodní vzpěračská federace, s přihlédnutím k výsledkům olympijských kvalifikací, nekvalifikovaným zemím.
Uzávěrka závazných přihlášek byla stanovena na 23. července 2008. Po tomto datu zveřejnila Mezinárodní vzpěračská federace kompletní startovní listiny jednotlivých kategorií.

## Přehled kvalifikovaných

### Muži
| Způsob kvalifikace                                                                          | Datum                                        | Místo                   | Kvalifikant | Počet míst |
| ------------------------------------------------------------------------------------------- | -------------------------------------------- | ----------------------- | --- | ---------- |
| Hostující země LOH                                                                          |                                              |                         | Čína | 6          |
| Mistrovství světa 2006 Archivováno 2. 12. 2008 na Wayback Machine. & Mistrovství světa 2007 | 29. září – 8. říjen 2006 15. – 24. září 2007 | Santo Domingo Čiang Mai | Rusko Bělorusko Kuba Bulharsko * Polsko Kolumbie | 6          |
| Mistrovství světa 2006 Archivováno 2. 12. 2008 na Wayback Machine. & Mistrovství světa 2007 | 29. září – 8. říjen 2006 15. – 24. září 2007 | Santo Domingo Čiang Mai | Jižní Korea Ukrajina Arménie Moldavsko Řecko ** Kazachstán Ázerbájdžán | 5          |
| Mistrovství světa 2006 Archivováno 2. 12. 2008 na Wayback Machine. & Mistrovství světa 2007 | 29. září – 8. říjen 2006 15. – 24. září 2007 | Santo Domingo Čiang Mai | Německo Egypt Venezuela Turecko Severní Korea Rumunsko Indonésie | 4          |
| Mistrovství světa 2006 Archivováno 2. 12. 2008 na Wayback Machine. & Mistrovství světa 2007 | 29. září – 8. říjen 2006 15. – 24. září 2007 | Santo Domingo Čiang Mai | Thajsko Írán Francie Gruzie Japonsko Itálie Tchaj-wan | 3          |
| Mistrovství Afriky 2008                                                                     | 12. – 15. květen 2008                        | Strand                  | Nigérie | 2          |
| Mistrovství Afriky 2008                                                                     | 12. – 15. květen 2008                        | Strand                  | Kamerun Tunisko Jižní Afrika | 1          |
| Mistrovství Asie 2008                                                                       | 27. duben – 1. květen 2008                   | Kanazawa                | Kyrgyzstán Uzbekistán | 2          |
| Mistrovství Asie 2008                                                                       | 27. duben – 1. květen 2008                   | Kanazawa                | Turkmenistán Saúdská Arábie Irák *** | 1          |
| Mistrovství Evropy 2008                                                                     | 11. – 20. duben 2008                         | Lignano Sabbiadoro      | Albánie Slovensko | 2          |
| Mistrovství Evropy 2008                                                                     | 11. – 20. duben 2008                         | Lignano Sabbiadoro      | Maďarsko Litva Španělsko | 1          |
| Mistrovství Oceánie 2008                                                                    | 28. – 30. březen 2008                        | Auckland                | Nový Zéland | 2          |
| Mistrovství Oceánie 2008                                                                    | 28. – 30. březen 2008                        | Auckland                | Austrálie Nauru | 1          |
| Panamerické mistrovství 2008                                                                | 19. – 23. březen 2008                        | Callao                  | Spojené státy americké Kanada | 2          |
| Panamerické mistrovství 2008                                                                | 19. – 23. březen 2008                        | Callao                  | Brazílie Argentina Ekvádor | 1          |
| Výkonnostní žebříček                                                                        | do 31. května 2008                           |                         | Hoàng Anh Tuấn (-56) Amirul Hamizan Ibrahim (-56) Manuel Minginfel (-62) Dimítris Minasídis (-69) Ahed Joughili (-105)[zápis?] Viktors Ščerbatihs (+105) Džábir Saíd Salem (+105)[zápis?] | 1          |
| „Divoké karty“ (pozvání tripartitní komise & přerozdělení nevyužitých míst)                 | po uzav. ostat. kritérií                     |                         | Tom Goegebuer (-56) Mubarak Kivumbi (-62) Kamal Bahadur Adhikari (-69)[zápis?] Logona Esau (-69) Nizom Sangov (-69) Chintana Vidanage (-69)[zápis?] Romain Marchessou (-77) Josefa Vueti (-77) Terrence Dixie (-85) David Katoatau (-85) Ravi Bhollah (-94) Christian López (-105) Libor Wälzer (-105) Antti Everi (+105) Maamaloa Lolohea (+105) Sam Pera Jr. (+105) | 1          |
| Celkem                                                                                      | Celkem                                       | Celkem                  | Celkem | 170        |

Pozn. *) Po odhalení dopingového skandálu na konci června 2008 se bulharská strana zřekla všech startovních míst na OH.
Pozn. **) Po odhalení dopingového skandálu se řecká strana dohodla s IWF, že využije pouze 3 místa.
Pozn. ***) V době uzávěrky přihlášek MOV neumožňoval irácké reprezentaci start na OH. MOV sice později start irácké výpravy povolil, ale až po uzavření přihlášek do vzpírání a přerozdělení iráckého místa.
Z týmového žebříčku ze dvou předolympijských mistrovství světa se kvalifikovalo celkem 27 zemí, které vybojovaly celkem 120 startovních míst. Podle očekávání získaly nejvíce míst tradičně silné vzpěračské země – po 6 jich získaly Rusko (360,2 b.), Bělorusko (336,2 b.), Kuba (317,6 b.), Bulharsko (312,8 b.; místa nakonec odřeklo – viz kapitola doping), Polsko (278,6 b.) a Kolumbie (274,8 b.). Na posledním postupovém, 27., místě skončil Tchaj-wan (85,2 b.), který o 0,2 b. porazil Spojené státy americké a získal 3 účastnická místa. Česká republika skončila 34. se ziskem 45 bodů.
V panamerické kontinentální kvalifikaci uspěly a dvě startovní místa na olympijských hrách získaly Spojené státy americké (198 b.) a Kanada (186 b.); jedno místo vybojovaly týmy Brazílie (178 b.), Argentiny (168 b.) a Ekvádoru (166 b.). Na kvalifikační příčky nedosáhly Portoriko (154 b.), Salvador (138 b.) či Guatemala (121 b.).
Ve velmi těsné oceanické kvalifikaci nakonec postoupily Nový Zéland (195 b.), Austrálie (189 b.; rozhodující vítězství nad 105 kg) a Nauru (188 b.; 2×1. místo). Místo nezbylo na Samou (188 b.; 1×1. místo).
V evropské kontinentální kvalifikaci vybojovaly 2 účastnická místa Albánie (184 b.) a Slovensko (179 b.); jedno startovní místo pak vybojovaly reprezentace Maďarska (174 b.), Litvy (157 b.) a Španělska (156 b.). Česká republika měla do poslední chvíle nejlepší předpoklady k postupu, ale Petr Hejda, reprezentant v nejtěžší váhové kategorii, nevzepřel základ v trhu, a tak česká reprezentace obsadila první nepostupové místo (149 b.). Výkonná rada Českého svazu vzpírání v souvislosti s tím oznámila, že vyřadila Petra Hejdu z reprezentace, neboť nešlo o první případ jeho sportovního selhání na důležitých sportovních akcích. Další nekvalifikované státy již osmičlenné týmy na šampionát nevyslaly.
Na asijském mistrovství bojovalo o olympijské hry pouze pět kompletních mužských týmů, a tudíž měly mít všechny teoretickou jistotu kvalifikace. Dvě startovní místa dle původních výsledků sice vybojovaly reprezentace Uzbekistánu (184 b.) a Turkmenistánu (182 b.), ale po pozitivních dopingových zkouškách a následné diskvalifikaci 3 iráckých vzpěračů mělo dojít k přepočtu velmi vyrovnané týmové kvalifikace. Dvě místa měl vybojovat, a dokonce celou kvalifikaci vyhrát, Kyrgyzstán (185 b.; 2×1. místo a 2×2. místo; pův. pouze 179 b.) před Uzbekistánem (185 b.; 2×1. místo a 1×2. místo), zatímco na Turkmenistán (183 b.), Saúdskou Arábii (158 b.) a nakonec i na Irák (104 b.) mělo zbýt pouze jedno startovní místo. Šesté by pak skončilo čtyřčlenné družstvo z Indie (83 b.), za ní sedmý Katar (78 b.), osmá Malajsie (75 b.) a devátý Vietnam (72 b.). Mezinárodní vzpěračská federace ale nechala v platnosti (jak uveřejnila na internetu v polovině června a čemuž také odpovídají aktuální startovní listiny) v platnosti původní pořadí, tedy: Uzbekistán, Turkmenistán, Kyrgyzstán, Irák, Saúdská Arábie. Pokud jde o postup Iráku i přes 3 pozitivní dopingové zkoušky, žádný irácký vzpěrač se na Olympijských hrách přesto nepředstaví, ovšem ne kvůli dopingu. V době uzávěrky přihlášek MOV neuznával nově vytvořený Irácký olympijský výbor a blokoval iráckou účast na hrách, proto irácké startovní místo propadlo. Dohoda obou stran uskutečněná o pár dní později již celou věc nemohla nijak zvrátit.
Kvalifikaci Mistrovství Afriky ve vzpírání 2008 vyhrála Nigérie (204 b.) a získala 2 startovní místa na OH. Jedno místo vybojovaly Kamerun (190 b.), Tunisko (170 b.) a po diskvalifikaci čtyř libyjských vzpěračů také Jihoafrická republika (169 b.). Na olympijské hry se pak neprobojovaly kompletní týmy Alžírska (154 b.) a Maroka (132 b.).
Ze žebříčku sestaveného podle výkonů z velkých světových akcí postoupilo 7 vzpěračů, 1 místo zůstalo nevyužité a bylo zaplněno vzpěračem s divokou kartou. Celkový počet udělených divokých karet se kvůli dopingovým skandálům a odříkání účasti vyhoupl až na 16 (oproti 6 plánovaným), a tak se na OH představí i ti sportovci, kteří by se za standardních okolností do Pekingu nepodívali. Jedno z 16 pozvání obdržel také český reprezentant v těžké váze Libor Wälzer.
Vzhledem k tomu, že na OH může startovat nejvýše 6 vzpěračů (oproti možnosti vysílat osmičlenné týmy na ostatní akce), bylo pro některé týmy, například pro Rusko a Čínu, velmi obtížné sestavit konečnou nominaci z řady velmi kvalitních závodníků. ČLR tak například nebudou reprezentovat mistr světa Li Čeng či olympijský vítěz z Atén Čang Kuo-čeng. V bantamové váze byl Li Čeng nahrazen poměrně neznámým vzpěračem – sedmnáctiletým Lung Čching-čchüanem. ČLR má celkem 23 (z toho 8 v bantamové váze) vzpěračů umístěných v nejlepší desítce letošních tabulek (v jednotl. kateg.), Rusko má takových závodníků 20.

### Ženy
| Způsob kvalifikace                                                                          | Datum                                        | Místo                   | Kvalifikant | Počet míst |
| ------------------------------------------------------------------------------------------- | -------------------------------------------- | ----------------------- | --- | ---------- |
| Hostující země LOH                                                                          |                                              |                         | Čína | 4          |
| Mistrovství světa 2006 Archivováno 2. 12. 2008 na Wayback Machine. & Mistrovství světa 2007 | 29. září – 7. říjen 2006 15. – 24. září 2007 | Santo Domingo Čiang Mai | Rusko Thajsko Jižní Korea Ukrajina Kolumbie Polsko Bělorusko Spojené státy americké Kazachstán | 4          |
| Mistrovství světa 2006 Archivováno 2. 12. 2008 na Wayback Machine. & Mistrovství světa 2007 | 29. září – 7. říjen 2006 15. – 24. září 2007 | Santo Domingo Čiang Mai | Japonsko Venezuela Řecko * Severní Korea Kanada | 3          |
| Mistrovství světa 2006 Archivováno 2. 12. 2008 na Wayback Machine. & Mistrovství světa 2007 | 29. září – 7. říjen 2006 15. – 24. září 2007 | Santo Domingo Čiang Mai | Bulharsko ** Mexiko Tchaj-wan | 2          |
| Mistrovství Afriky 2008                                                                     | 12. – 15. květen 2008                        | Strand                  | Nigérie Egypt Tunisko | 1          |
| Mistrovství Asie 2008                                                                       | 27. duben – 1. květen 2008                   | Kanazawa                | Indonésie Vietnam Mongolsko Indie | 1          |
| Mistrovství Evropy 2008                                                                     | 11. – 20. duben 2008                         | Lignano Sabbiadoro      | Turecko | 2          |
| Mistrovství Evropy 2008                                                                     | 11. – 20. duben 2008                         | Lignano Sabbiadoro      | Německo Francie | 1          |
| Mistrovství Oceánie 2008                                                                    | 28. – 30. březen 2008                        | Auckland                | Austrálie Papua Nová Guinea Samoa | 1          |
| Panamerické mistrovství 2008                                                                | 19. – 23. březen 2008                        | Callao                  | Ekvádor Portoriko Dominikánská republika Salvador | 1          |
| Výkonnostní žebříček                                                                        | do 31. května 2008                           |                         | Genny Caterina Pagliarová (-48) Jü Wej-li (-53) *** Romela Begajová (-58) Roxana Cocoşová (-58) Ruth Kasiryeová (-63) Hripsimé Churšudjanová (-75) Lidia Valentínová (-75)                                                        | 1          |
| „Divoké karty“ (pozvání tripartitní komise & přerozdělení nevyužitých míst)                 | po uzav. ostat. kritérií                     |                         | Karla Morenová (-48) Hidilyn Diazová (-58) Wendy Haleová (-58) Michaela Breezeová (-63) Leila Lassouaniová (-63)[zápis?] María Teresa Monasteriová (-63) Nora Köppelová (-75) Elizabeth Pobleteová (-75) Cristina Cornejová (+75) | 1          |
| Celkem                                                                                      | Celkem                                       | Celkem                  | Celkem | 90         |

Pozn. *) Po odhalení dopingového skandálu se řecká strana dohodla s IWF, že využije pouze 1 startovní místo.
Pozn. **) Po odhalení dopingového skandálu na konci června 2008 se bulharská strana zřekla obou starovních míst na OH.
Pozn. ***) Jü Wej-li pozvání nevyužila.
Na mistrovstvích světa vybojovalo 17 zemí celkem 57 míst pro své reprezentantky. Nejvyšší příčky v kvalifikaci obsadily Rusko (371 b.), Thajsko (310,8 b.) a Jižní Korea (305,4 b.). Spolu s nimi ještě dalších 6 zemí vybojovalo 4 startovní místa. Jako poslední se na 17. místě kvalifikovala reprezentace Tchaj-wanu (140,8 b.). Dále skončily Vietnam, Arménie, Francie a Indonésie. Česká republika o kvalifikaci neusilovala, připsala si 10 b. za start Lenky Orságové na mistrovství světa v roce 2006 a obsadila 42. místo.
Z panamerické kontinentální kvalifikace původně postoupily Dominikánská republika (171 b.), Ekvádor (161 b.), Portoriko (148 b.) a Chile (142 b.; 1×2. místo a 1×3. místo). Postup tak unikal Salvadoru (142 b.; 1×2. místo a 2×4. místo). Ovšem po pozitivních testech dominikánské reprezentantky Yesenie Balderaové a následném přepočtu bodů se změnilo pořadí týmů následovně: 1.) Ekvádor (162 b.), 2.) Portoriko (148 b.), 3.) Dominikánská republika (146 b.) a 4.) Salvador (143 b.; 1×2. místo, 1×3. místo a 1×4. místo). Z postupové příčky tak byla sesazena reprezentace Chile (143 b.; 1×2. místo, 1×3. místo a 1×5. místo). Dále v pořadí skončily Brazílie (129 b.), Peru (114 b.) a Argentina (94 b.).
Ženská oceanická kvalifikace byla velmi jednoznačná. První tři místa na OH pro Oceánii si rozdělily Austrálie (184 b.), Papua Nová Guinea (170 b.) a Samoa (164 b.). Čtvrtý Nový Zéland s pouze čtyřčlenným družstvem již získal pouhých 87 bodů.
V evropské kontinentální kvalifikaci to dlouho vypadalo na postup 2 arménských vzpěraček, avšak výpadek sedmé reprezentantky je odsunul dokonce až mimo kvalifikační příčky. Přesto však, vzhledem k předvedeným výkonům, nebude Arménie v ženských vzpěračských soutěžích chybět. Dvojnásobné zastoupení tedy vybojovalo Turecko (167 b.), jedno místo vybojovaly reprezentace Německa (161 b.) a Francie (147 b.). Postup unikl Arménii (138 b.), Itálii (137 b.), Maďarsku (134 b.) a Španělsku (125 b.). Česká republika na šampionát ženský tým nevyslala.
Kvalifikace z asijského mistrovství byla předem rozhodnutá. Všechny čtyři zúčastněné týmy z Indonésie (177 b.), Vietnamu (171 b.), Mongolska (158 b.) a Indie (145 b.; šestičlenný) získaly po jednom účastnickém místě na OH. Na mistrovství startovaly již pouze další 4 vzpěračky ze 3 dosud nekvalifikovaných zemí.
Z Mistrovství Afriky ve vzpírání 2008 suverénně postoupilo družstvo Nigérie (190 b.), doprovozené reprezentacemi Egypta (165 b.) a Tuniska (160 b.). Tyto státy vybojovaly po jednom účastnickém místě na OH. Místo nezbylo pro Alžírsko (153 b.), Kamerun (126 b.), Jižní Afriku (121 b.) a Maroko (112 b.).
Ženy plně využily kvóty pro postup z výkonnostního žebříčku. 2 země však měly více závodnic, které se takto mohly kvalifikovat, ale mohly jako reprezentantku zvolit pouze jednu z nich: Španělsko volilo mezi dvěma a smolná Arménie mezi třemi vzpěračkami. Původně kvalifikovaná reprezentantka Hongkongu Jü Wej-li ale nakonec právo startu nevyužila. Její místo, stejně jako odřeknutá místa Bulharska a Řecka, bylo obsazeno závodnicí s divokou kartou. Takových vzpěraček do Číny odjede celkem 9, oproti původně plánovaným 4.
U žen došlo v některých státech ke stejnému problému jako u mužů. Na OH mohou startovat nejvýše 4 vzpěračky (na ostatní akce mohou být vysílány sedmičlenné týmy), což je značně limitující především pro reprezentantky Číny. V letošních světových tabulkách obsadily Číňanky první místa ve všech kategoriích a v první desítce jich je umístěných celkem 34. Z toho lze usuzovat, že nominace samotná předpokládá zisk zlaté medaile. Nominovány nakonec byly obhájkyně titulu Čchen Jen-čching a Liou Čchun-chung, dále Čchen Sie-sia a Cchao Lej. Místo tak nezbylo například pro Jang Lien nebo Mu Šuang-šuang, která v letošní sezóně předvedla výkon 328 kg, o 9 kg lepší než je současný platný (její) světový rekord.

## Doping
Dopingový problém, jenž dlouhodobě vrhá negativní stín na celou oblast vrcholového vzpírání, se opět výrazně připomněl v období, jež bezprostředně předcházející pekingským olympijským hrám.
Jak informoval prezident Mezinárodní vzpěračské federace (IWF) Tamás Aján, vyskytlo se v období od začátku roku do konce května 2008 celkem 41 případů pozitivně testovaných sportovců (+ dalších 5 na Mistrovství Afriky 2008), což je bezmála stejný počet případů jako v celém roce 2007. Vysoký počet odhalení úzce souvisí s vyšším počtem testů provedených Světovou antidopingovou agenturou (WADA) v aktuálním předolympijském období.
Největším dopingovým skandálem začátku roku 2008 byl bezpochyby případ 11 řeckých vzpěračů. Na základě mimosoutěžní kontroly ze 7. března, kterou provedla WADA na podnět IWF, bylo jedenácti ze čtrnácti testovaných řeckých sportovců prokázáno užití methyltrienolonu. Objevily se spekulace, že zakázanou látku obsahovaly přípravky čínské firmy Auspure Biotechnology, a dokonce se prý měl objevit i dopis, ve kterém se zástupci čínské firmy omlouvají Řeckému olympijskému výboru, čímž by Řekové mohli být očištěni. Jeho existence však nebyla prokázána. Po zveřejnění výsledků dopingových zkoušek na začátku dubna byl okamžitě odvolán úspěšný dlouholetý trenér reprezentace Christos Jakovou.[zápis?] Podle zpráv z konce května bude čelit žalobě u řeckého soudu a hrozí mu až 10 let vězení; kromě něj bylo obžalováno dalších 24 osob. Řecké vzpěračské reprezentaci kvůli skandálu hrozilo vyloučení z olympijských her. Mezi řeckou stranou a Mezinárodní vzpěračskou federací nakonec došlo k dohodě, podle níž Řekové zaplatí pokutu 290 000 eur a na olympijské hry vyšlou pouze 3 vzpěrače a 1 vzpěračku (ačkoliv na základě kvalifikace vybojovali 5 účastnických míst pro muže a 3 pro ženy).
Další dopingové skandály zasáhly jednotlivá kontinentální mistrovství. Na evropském mistrovství byl například „nachytán“ mistr Evropy z nadhozu a dvojboje – Moldavan Igor Bour. Podobně dopadl i původní držitel tří zlatých medailí z asijského mistrovství – Iráčan Mohamed Alaifuri.[zápis?]
Zásadní změny způsobily dopingové případy v některých kontinentálních olympijských kvalifikacích. K výrazné změně mělo dojít v mužské asijské kvalifikaci (viz oddíl Přehled kvalifikovaných – Muži). Iráčtí vzpěrači sice i po diskvalifikacích jedno postupové místo udrželi, ale dlouho nad nimi, podobně jako nad Řeky, visela hrozba zákazu startu na OH ve vzpěračských soutěžích. Na olympiádu se ale irácký vzpěrač stejně nepodívá (viz tamtéž). K podobné změně pořadí došlo také v ženské panamerické kvalifikaci. Původně jedno startovní místo vybojovaly vzpěračky z Chile o pořadí před sportovkyněmi ze Salvadoru. Po diskvalifikaci vzpěračky z Dominikánské republiky se ale situace obrátila a díky lepším individuálním výsledkům postoupil Salvador. I vzhledem k těmto případům, ale především kvůli přetížení laboratoří na zkoumání vzorků odebraných při dopingových testech, došlo k časovému skluzu při zveřejňování jmen sportovců postupujících na základě výkonnostního žebříčku.
V souvislosti s dopingem musela své stanovisko zaujmout především Mezinárodní vzpěračská federace. Její Výkonná rada na svém pravidelném zasedání u příležitosti konání mistrovství světa juniorů (v roce 2008 v kolumbijském Cali) přehodnotila své původní rozhodnutí z 11. března, podle kterého by mohly země, jejichž reprezentanti byli pozitivně testování na užití zakázaných látek, přijít o svá startovní místa na olympijských hrách. Zdůvodnila to tím, že v současné fázi kvalifikace již nelze zasahovat do jejích kritérií. Přesto však bude velmi vítáno, pokud dotyčné země v rámci boje proti dopingu vrátí vybojovaná kvalifikační místa k přerozdělení Mezinárodní vzpěračské federaci. Mimo to však bylo naznačeno, že v kvalifikačních kritériích pro Letní olympijské hry 2012 pořádané v Londýně musí v tomto ohledu dojít ke změnám.
Vzápětí po zveřejnění tohoto oznámení a po vyřešení řecké kauzy se objevil nový „bulharský“ problém. Podle výsledků kontrolních „A-vzorků“, odebraných na soustředění bulharské reprezentace 8. a 9. června, bylo celkem 11 sportovců (8 mužů a 3 ženy) pozitivně testováno na methandienon. Jedná se tak o třetí velký skandál bulharských vzpěračů okolo olympijských her po letech 1988 a 2000. Mezinárodní vzpěračská federace odmítla celou věc komentovat. Záležitostí se začal okamžitě zabývat Bulharský olympijský výbor a rozhodl, že Bulharsko se vzpěračských soutěží na olympijských hrách nezúčastní a že kvalifikační místa vrátí Mezinárodní vzpěračské federaci.
V rámci boje proti dopingu bude na Olympijských hrách v roce 2008 proveden rekordní počet dopingových zkoušek, včetně těch prováděných na detekci erythropoetinu (EPO), růstového hormonu HGH a růstového faktoru IGF. Dalším opatřením je povinnost vzpěračů zdržovat se v olympijské vesnici alespoň 8 dní před dnem soutěže. Jednat se rozhodl také Mezinárodní olympijský výbor – zpřísněním své dopingové politiky. Podle nové směrnice (platné od 1. července 2008) hrozí sportovcům, kteří budou přistiženi při užití zakázaných prostředků, zákaz startu na následujících Olympijských hrách.